# Xn Québec
Xn Québec (Association des producteurs d'expériences numériques) est un organisme sans but lucratif, créé en 1997, qui regroupe les acteurs de l'industrie de la créativité numérique au Québec. 

## Description
Antérieurement connue sous le nom de « regroupement des producteurs multimédia » (RPM), l'association change de nom et actualise sa mission en décembre 2017, afin d'intégrer des secteurs d'activités supplémentaires. 
Située à Montréal, au Canada, l'organisation compte 150 membres : des producteurs de Web-séries, d'applications, de contenu Web linéaire et interactif, de scénographie immersive, de divertissement numérique, d'installations muséales, de vidéos immersives, d'œuvres immersives et interactives, d'œuvres en réalité virtuelle, augmentée ou mixte, de productions multimédias scéniques, de balados et d'art numérique. 

## Historique
Xn Québec découle de la création, en 1997, de l'Association des producteurs multimédia du Québec (APMQ),. Cette organisation voit le jour dans la perspective d'obtenir, pour les entreprises québécoises, les mêmes avantages fiscaux que ceux octroyés à Ubisoft, lors de son installation à Montréal. Parmi ses créateurs et premiers administrateurs, on retrouve Paul Allard, Alexandre Taillefer, Louise Guay, Claude Dugas, Marc Copti et Louis Germain.
En 2000, l'Association des producteurs multimédia du Québec, dirigée par Gilbert Ouellette, fusionne avec le consortium Centre d'expertise et de services en applications multimédias (CESAM), et avec le Forum des inforoutes et du multimédia, pour devenir l'Alliance numérique,,,,. Les administrateurs confient à une organisation distincte les enjeux des relations de travail avec les syndicats d'artistes. Ainsi naît le Bureau des producteurs en contenu interactif (BPCI), reposant toujours sur la structure corporative et légale de l'APMQ.
En 2002, sous la présidence de René Lepire, l'organisation devient le Regroupement des producteurs multimédia (RPM). Une première convention collective pour les œuvres de commande est signée avec l'Union des artistes en 2004. En 2008, Marc Beaudet est élu président du RPM. C'est sous sa présidence que les prix Numix,,,, sont créés en 2010 par Michel Jolicoeur, afin de récompenser l'excellence de la créativité numérique au Québec.  
La dénomination Xn Québec est choisie et des nouvelles orientations sont adoptées à la suite de l'élection d'Alexandre Gravel comme président du Conseil d'administration en 2015 et de la nomination de Jenny Thibault comme directrice générale en 2016. Depuis, la mission, de Xn Québec est de représenter les intérêts des producteurs numériques auprès des institutions publiques et gouvernementales en effectuant de la représentation politique, de susciter des rencontres entre les différents acteurs de l’industrie en tenant des événements (vitrines, concours,, forum de réflexion, tournées en entreprise, accueil de délégations internationales, cocktails de réseautage, journées de cocréation, conférences), de dresser des études sur la créativité numérique au Québec et de créer des contenus sur les producteurs numériques québécois dans le but d’animer une communauté intelligente.  
L'association organise chaque année un Forum de consultation, depuis 2017, au cours duquel les participants sont invités à imaginer ensemble l'avenir de la culture et du divertissement numérique dans la francophonie, ainsi qu'à émettre des recommandations aux institutions et organismes subventionnaires québécois.  

## Publications
En 2019, Xn Québec publie le rapport Premier profil de l'industrie de la créativité numérique du Québec,. 